# Vitănești
Vitănești is een Roemeense gemeente in het district Teleorman.
Vitănești telt 2903 inwoners.